# Luna 7
Luna 7 (ryska: Луна-7) var en sovjetisk rymdsond i Lunaprogrammet. Rymdsonden sköt upp den 4 oktober 1965, med en Molnija-M 8K78M raket. Planen var att farkosten skulle göra en kontrollerad landning på månen.
På grund av att ett av instrumenten som ingick i autopiloten tappade kontakten med jorden, tändes aldrig rymdsondens landningsraket och rymdsonden kraschade på månen den 7 oktober 1965.

### Fotnoter
1. ↑  ”NASA Space Science Data Coordinated Archive” (på engelska). NASA. https://nssdc.gsfc.nasa.gov/nmc/spacecraft/display.action?id=1965-077A. Läst 25 mars 2020.